# Kostas Sloukas
Konstantinos Sloukas, en griego:Κωνσταντίνος Σλούκας (nacido el 16 de enero de 1990 en Salónica, Grecia) es un jugador de baloncesto griego que pertenece a la plantilla del Panathinaikos BC de la A1 Ethniki. Con 1.90 de estatura, su puesto natural en la cancha es el de base, pudiendo también jugar de escolta.

## Trayectoria
Ha jugado 7 finales de la Euroleague, tres de ellas con Olympiacos y otras tres con Fenerbahçe y una con Panathinaikos. Ganó dos con Olympiacos, una con Fenerbahçe y una con el Panathinaikos, siendo de esta última, el MVP de la Final Four.

## Selección nacional
Con la selección nacional de Grecia ha disputado el Eurobasket 2011, el Eurobasket 2013, el Copa Mundial de Baloncesto de 2014, el Eurobasket 2015, el Eurobasket 2017 y la Copa Mundial de Baloncesto de 2019.
En septiembre de 2022 disputó con el combinado absoluto griego el EuroBasket 2022, finalizando en quinta posición.